# Wybory parlamentarne w Niemczech w 2002 roku

Wyniki

Wybory parlamentarne w Niemczech odbyły się 22 września 2002 roku na całym terenie Republiki Federalnej Niemiec. Kandydatem partii rządzącej (SPD) na kanclerza był urzędujący szef rządu Gerhard Schröder, kandydatem koalicji CDU/CSU, premier Bawarii Edmund Stoiber.

## Wyniki wyborów
Chociaż koalicji CDU/CSU zyskała podobny wynik jak SPD, to jednak lepszy wynik współkoalicjanta rządowego (Związek 90/Zieloni) zadecydował o tym, że to SPD utworzyła rząd.
|  | Partia                                  | Głosy      | %      | Zmiana | Miejsca | Zmiana | % miejsc |
|  | --------------------------------------- | ---------- | ------ | ------ | ------- | ------ | -------- |
|  | Socjaldemokratyczna Partia Niemiec      | 18 484 560 | 38,53% | 2,4%   | 251     | 47     | 41,63%   |
|  | Związek 90/Zieloni                      | 4 108 314  | 8,56%  | 1,86%  | 55      | 8      | 9,12%    |
|  | CDU/CSU razem w Sojuszu                 | 18 475 696 | 38,51% | 3,37%  | 248     | 3      | 41,13%   |
|  | Unia Chrześcijańsko-Demokratyczna       | 14 164 183 | 29,52% | 1,1%   | 190     | 8      | 31,51%   |
|  | Unia Chrześcijańsko-Społeczna w Bawarii | 4 311 513  | 8,99%  | 2,2%   | 58      | 11     | 9,62%    |
|  | Wolna Partia Demokratyczna              | 3 537 466  | 7,37%  | 1,12%  | 47      | 4      | 7,79%    |
|  | Die Linkspartei.PDS                     | 1 915 797  | 3,99%  | 1,11%  | 2       | 34     | 0,33%    |
|  | Inne partie                             | 1 458 471  | 3,04%  |        | 0       |        | 0,0%     |
|  | Razem                                   | 47 980 304 | 100,0% |        | 603     | -63    | 100,0%   |

## Rezultat
Koalicja pomiędzy SPD a Partią Zielonych została kontynuowana, kanclerzem pozostał Gerhard Schröder, który utworzył swój drugi rząd.